# Хлорид ртути(II)
Хлори́д рту́ти(II), сулема́ (от позднелат. sublimatum — буквально — высоко поднятое, вознесённое, то есть добытое возгонкой) — бинарное неорганическое соединение состава HgCl2, представляющее бесцветные кристаллы ромбической системы. Является сильнодействующим ядовитым веществом.

## Свойства
Хлорид ртути(II) — бесцветное кристаллическое растворимое в воде и очень ядовитое соединение. Плотность 5,44 г/см³, tпл. 277°С; tкип 304°С. Растворимость в воде составляет 7,4 г на 100 г при 20 °С и 55 г при 100 °С. Растворим также в спирте (33 г на 100 г при 25 °С), диэтиловом эфире (4 г на 100 г при 20 °С), ацетоне, пиридине, уксусной кислоте; легко возгоняется.
Хлорид ртути(II) образует кристаллы ромбической сингонии, параметры ячейки a = 0,5963 нм, b = 1,2735 нм, c = 0,4325 нм. Пространственная группа {\displaystyle Pmnb}.
С аммиаком образует амидохлорид ртути и соединение состава HgNH2Cl·H2O. С избытком хлорида аммония образует комплексное соединение [Hg(NH3)2]Cl2 — хлорид диамминртути(II).

## Получение
Получается взаимодействием серно-ртутной (HgSO4) и поваренной (NaCl) солей (сухим путём — возгонкой смеси, или мокрым путём — смешением растворов)
{\displaystyle {\mathsf {HgSO_{4}+2NaCl\ {\xrightarrow[{}]{^{o}t}}\ Na_{2}SO_{4}+HgCl_{2}\!\uparrow }}}
{\displaystyle {\mathsf {HgSO_{4}+\ BaCl_{2}\longrightarrow \ HgCl_{2}+\ BaSO_{4}\downarrow }}}

## Применение
В середине XIX века немецкий дерматолог Георг Рихард Левин пытался использовать подкожное вспрыскивание растворов сулемы с целью лечения сифилиса, однако этот метод показал себя малоэффективным, а с появлением антибиотиков стал попросту не нужен.
Применяют для получения других солей ртути, как дезинфицирующее средство в медицине (чаще в разведении 1:1000), для протравливания семян, в фармацевтической промышленности, для пропитки дерева и др. Сулему используют в качестве катализатора в органическом синтезе, в основном, в производстве винилхлорида (исходное вещество для получения ПВХ).

## Токсичность
Сулема относится ко 2-й группе токсичности. Как и большинство соединений ртути, обладает ярко выраженным токсическим действием на живые организмы. Особенно опасны пары сулемы, которая легко возгоняется. Нейротоксин.